# María de Évreux
María de Évreux (1303 - 31 de octubre de 1335) fue la hija mayor de Luis de Évreux y su esposa Margarita de Artois, por tanto miembro de la segunda generación de la Casa de Évreux (rama de la Dinastía de los Capetos).

## Biografía
Fue duquesa de Brabante por su matrimonio con Juan III de Brabante, aunque su propia abuela paterna era María de Brabante, por tanto bisnieta de Enrique III de Brabante y prima hermana de su marido.
María fue la mayor de los cinco hijos de sus padres. Los hermanos menores de María fueron:
- Carlos de Évreux, señor y más tarde conde de Étampes
- Felipe de Évreux, rey consorte de Navarra por su matrimonio con Juana II de Navarra.
- Margarita de Évreux, esposa de Guillermo XII de Auvernia y madre de Juana I de Auvernia, reina consorte de Francia.
- Juana de Evreux, reina consorte de Francia y de Navarra por su matrimonio con Carlos IV de Francia y I de Navarra.

## Descendencia
De su matrimonio con Juan III de Brabante nacieron:
- Juana de Brabante (1322-1406), duquesa de Brabante y Limburgo
- Margarita de Brabante (1323-1380), casada con Luis II de Flandes
- María de Brabante (1325-1399), casada con Reginaldo III, último duque de Güeldres antes de la guerra de sucesión del Ducado de Güeldres.
- Enrique de Brabante (-1349), heredero al ducado de Brabante y Limburgo, prometido con Juana de Valois.
- Godofredo de Brabante, muerto en la infancia.[2]
- Juan de Brabante, muerto en la infancia.[2]